# PZL-103
PZL-103 – projekt polskiego szybowca opracowany w Polskich Zakładach Lotniczych.

## Historia
W 1959 r. w biurze konstrukcyjnym WSK-Okęcie powstał projekt metalowego szybowca klasy standard. Został opracowany przez inż. Ryszarda Orłowskiego i inż. Zdzisława Lewalskiego, w pracach uczestniczył również inż. Stanisław Lassota.
Nowa konstrukcja pod względem sylwetki przypominała szybowiec SZD-22 Mucha Standard, posiadała jednak mniejszą powierzchnię nośną, krótszy kadłub i usterzenie motylkowe. Doświadczenia konstrukcyjne związane z projektowaniem PZL M-3 Pliszka pozwoliły na zastosowanie kesonu skorupowego ze wzmocnionej blachy, co poprawiło aerodynamikę oraz uprościło konstrukcję. Zrezygnowano z podłużnic, w celu zapewnienia odpowiedniej sztywności konstrukcji w projekcie przewidziano wykonanie pokrycia z grubszej blachy.
Dokumentacja projektowa została ukończona, jednak brak zamówień na szybowiec spowodował wstrzymanie dalszych prac.

## Konstrukcja
Jednomiejscowy średniopłat o konstrukcji metalowej (z elementami laminatowymi).
Skrzydło o konstrukcji skorupowej jednodźwigarowe z kesonem skorupowym, bez podłużnic. Zadźwigarowa część miała szkielet z kształtowników duralowych, zaś pokrycie z płyt laminatowych lub nitowanej sklejki bakelitowej. Wyposażone w lotki bezszczelinowe kryte płótnem i płytowe hamulce aerodynamiczne. Na końcach skrzydeł kroplowe zakończenie spełniające rolę płozy skrzydłowej.
Kadłub w części przedniej kratownicowy z pokryciem laminatowym, w tylnej skorupowy, z wręgami, ale bez podłużnic. Kabina zakryta, osłona kabiny jednoczęściowa. Przewidywano możliwość zabudowy radia i aparatury tlenowej.
Usterzenie motylkowe o niezależnym sterowaniu (kierunkowym i wysokości). Stateczniki skorupowe z blachy duralowej. Stery o szkielecie duralowym, kryte płótnem.
Podwozie jednotorowe z płozą przednią, kołem głównym i płozą ogonową.